# Asimov’s Science Fiction Magazine Readers’ Award
Der Asimov’s Science Fiction Magazine Readers’ Award, auch bekannt als Asimov’s Readers’ Poll, ist ein amerikanischer Literaturpreis, der seit 1987 jährlich für Werke aus dem Bereich Science-Fiction und Fantasy verliehen wird. Ausgezeichnet werden aufgrund einer Abstimmung durch Leser des Science-Fiction-Magazins Asimov’s Science Fiction im vorangegangenen Jahr dort erschienene Erzählungen. Die Preisverleihungen finden zusammen mit der Verleihung der Nebula Awards auf der jährlichen Worldcon statt. Initiator des Preises war der Verleger William F. Battista.
Auszeichnungen werden in den folgenden Kategorien vergeben:
- Novella: Kurzroman (über 17.500 Worte[2])
- Novelette: Erzählung (über 7.500 und unter 17.500 Worte)
- Short Story: Kurzgeschichte (unter 7.500 Worte)
- Poem: Gedicht (seit 1988)
- Cover Art: Umschlagbild (seit 1988)
- Interior Artist: Illustratoren (seit 1988)
- Special Award: Sonderpreis (nur einmal 1988 vergeben)

## Liste der Preisträger
Stimmengleichheit bei Preisträgern wird durch einen trennenden Schrägstrich („/“) angezeigt.
Novella
- 2022 Elizabeth Bear: A Blessing of Unicorns
- 2021 Connie Willis: Take a Look at the Five and Ten
- 2020 Suzanne Palmer: Waterlines
- 2019 David Gerrold & Ctein: Bubble and Squeak
- 2018 Connie Willis: I Met a Traveller in an Antique Land
- 2017 Suzanne Palmer: Lazy Dog Out
- 2016 Kristine Kathryn Rusch: Inhuman Garbage
- 2015 Allen Steele: The Legion of Tomorrow
- 2014 Kristine Kathryn Rusch: The Application of Hope
- 2013 Robert Reed: Murder Born
- 2012 Kij Johnson: The Man Who Bridged the Mist
- 2011 Kristine Kathryn Rusch: Becoming One with the Ghosts
- 2010 Kristine Kathryn Rusch: Broken Windchimes
- 2009 Kristine Kathryn Rusch: The Room of Lost Souls
- 2008 Kristine Kathryn Rusch: Recovering Apollo 8
- 2007 Paul Melko: The Walls of the Universe
- 2006 Kristine Kathryn Rusch: Diving Into the Wreck
- 2005 Allen Steele: Liberation Day
- 2004 Lucius Shepard: Ariel
- 2003 Ian R. MacLeod: Breathmoss
- 2002 Allen Steele: Stealing Alabama
- 2001 Greg Egan: Orakel
- 2000 Mike Resnick: Hunting the Snark
- 1999 Greg Egan: Oceanic
- 1998 Allen Steele: … Where Angels Fear to Tread
- 1997 Mary Rosenblum: Gas Fish
- 1996 Ursula K. Le Guin: A Woman's Liberation
- 1995 Ursula K. Le Guin: Forgiveness Day
- 1994 Nancy Kress: Dancing on Air
- 1993 Isaac Asimov: Cleon the Emperor / Lucius Shepard: Barnacle Bill the Spacer
- 1992 Nancy Kress: Beggars In Spain
- 1991 James Patrick Kelly: Mr. Boy
- 1990 Megan Lindholm: A Touch of Lavender
- 1989 Connie Willis: The Last of the Winnebagos
- 1988 Kim Stanley Robinson: Mother Goddess of the World
- 1987 Connie Willis: Spice Pogrom

Novelette
- 2022 Suzanne Palmer: Table Etiquette for Diplomatic Personnel, In Seventeen Scenes
- 2021 Kevin J. Anderson & Rick Wilber: The Hind
- 2020 Mercurio D. Rivera: In the Stillness Between the Stars
- 2019 Kristine Kathryn Rusch: Lieutenant Tightass
- 2018 Suzanne Palmer: Books of the Risen Sea
- 2017 Dale Bailey: I Married a Monster from Outer Space
- 2016 Michael Swanwick & Gregory Frost: Lock Up Your Chickens and Daughters--H'ard and Andy Are Come to Town!
- 2015 Nancy Kress: The Common Good
- 2014 Will McIntosh: Over There
- 2013 Derek Künsken: The Way of the Needle
- 2012 Connie Willis: All About Emily
- 2011 Allen Steele: The Emperor of Mars
- 2010 Ted Kosmatka & Michael Poore: Blood Dauber
- 2009 James Alan Gardner: The Ray-Gun: A Love Story
- 2008 Greg Egan: Dark Integers
- 2007 Paolo Bacigalupi: Yellow Card Man
- 2006 Daryl Gregory: Present Tense, Second Person
- 2005 Allen Steele: The Garcia Narrows Bridge
- 2004 John Varley: The Bellman
- 2003 Ursula K. Le Guin: The Wild Girls
- 2002 Jim Grimsley: Into Greenwood
- 2001 Stephen Baxter: On the Orion Line
- 2000 Ian R. MacLeod: The Chop Girl
- 1999 Kristine Kathryn Rusch: Echea
- 1998 Bill Johnson: We Will Drink a Fish Together...
- 1997 Nancy Kress: The Flowers of Aulit Prison
- 1996 James Patrick Kelly: Think Like a Dinosaur
- 1995 Greg Egan: Cocoon
- 1994 Connie Willis: Inn
- 1993 Janet Kagan: The Nutcracker Coup
- 1992 Ted Chiang: Understand
- 1991 Janet Kagan: Getting the Bugs Out
- 1990 Janet Kagan: The Loch Moose Monster
- 1989 Orson Scott Card: Dowser
- 1988 Pat Murphy: Rachel in Love
- 1987 James Patrick Kelly: The Prisoner of Chillon

Short Story
- 2022 Ray Nayler: Muallim
- 2021 Timons Esaias: GO. NOW. FIX.
- 2020 Ted Kosmatka: Sacrificial Iron
- 2019 Rich Larson: In Event of Moon Disaster
- 2018 Sean Monaghan: Crimson Birds of Small Miracles
- 2017 Rich Larson: All That Robot…
- 2017 James Alan Gardner: The Mutants Men Don't See
- 2016 Suzanne Palmer: Tuesdays
- 2015 Ken Liu & Mike Resnick: The Plantimal
- 2014 David Erik Nelson: The New Guys Always Work Overtime / Naomi Kritzer: The Wall
- 2013 Megan Arkenberg: Final Exam / Sandra McDonald: Sexy Robot Mom
- 2012 Nancy Fulda: Movement
- 2011 Carol Emshwiller: The Lovely Ugly / Michael Swanwick: Libertarian Russia
- 2010 Will McIntosh: Bridesicle
- 2009 Kij Johnson: 26 Monkeys, Also the Abyss
- 2008 Elizabeth Bear: Tideline
- 2007 Tim Pratt: Impossible Dreams
- 2006 Stephen Baxter: The Children of Time
- 2005 Mike Resnick: Travels with My Cats
- 2004 Michael Swanwick: Coyote at the End of History
- 2003 Robert Reed: She Sees My Monsters Now
- 2002 Mike Resnick: Old MacDonald Had a Farm
- 2001 Mike Resnick: The Elephants on Neptune
- 2000 Michael Swanwick: Ancient Engines
- 1999 Michael Swanwick: Radiant Doors
- 1998 Mike Resnick: The 43 Antarean Dynasties
- 1997 Robert Reed: Decency
- 1996 Tony Daniel: Life on the Moon
- 1995 Alan Gordon: Digital Music
- 1994 Nancy Kress: Martin on a Wednesday
- 1993 Connie Willis: Even the Queen
- 1992 Geoffrey A. Landis: A Walk in the Sun
- 1991 Terry Bisson: Bears Discover Fire
- 1990 Lawrence Watt-Evans: Windwagon Smith and the Martians
- 1989 Michael Swanwick: A Midwinter's Tale
- 1988 Lawrence Watt-Evans: Why I Left Harry's All-Night Hamburgers
- 1987 Isaac Asimov: Robot Dreams

Poem
- 2022 Jane Yolen: Mars Rover, Curiosity
- 2021 Jane Yolen: Ode to Cassini
- 2020 Jane Yolen: A Street Away
- 2019 Suzanne Palmer: This Is Why We Can't Have Nice Things
- 2018 Geoffrey A. Landis: Titan's Magic Islands
- 2017 Herb Kauderer: After
- 2016 Robert Frazier: 1,230 Grams of Einstein
- 2015 Bruce Boston: In the Quiet Hour
- 2014 Geoffrey A. Landis: Rivers
- 2013 Joe Haldeman: Future History
- 2012 Geoffrey A. Landis: Five Pounds of Sunlight
- 2011 Janis Ian: Welcome Home
- 2010 Bryan D. Dietrich: Edgar Allan Poe
- 2009 Joanne Merriam: Deaths on Other Planets
- 2008 Bruce Boston: The Dimensional Rush of Relative Primes
- 2007 Darrell Schweitzer: Remembering the Future
- 2006 Timons Esaias: Newton's Mass
- 2005 Bruce Boston: Heavy Weather
- 2004 Maureen F. McHugh: Alternate History
- 2003 Bruce Boston: Eight Things Not to Do or Say When a Mad Scientist Moves into Your Neighborhood
- 2002 Joe Haldeman: January Fires
- 2001 G. O. Clark: 10 Things You Can't Do Inside a Space Helmet
- 2000 Geoffrey A. Landis: Christmas (after we all got time machines)
- 1999 Laurel Winter: egg horror poem
- 1998 Laurel Winter: why goldfish shouldn't use power tools
- 1997 Bruce Boston: Curse of the Science Fiction Writer's Wife
- 1996 Scott L. Towner: Curse of Bruce Boston's Wife
- 1995 W. Gregory Stewart: when the voices
- 1994 Bruce Boston: Curse of the Shapeshifter's Wife
- 1993 Ace G. Pilkington: A Robot's Farewell to the Master
- 1992 Jane Yolen: Angels Fly Because They Take Themselves Lightly
- 1991 Robert Frazier & James Patrick Kelly: A Dragon's Yuletide Shopping List
- 1990 Bruce Boston: Old Robots Are the Worst
- 1988 J. J. Hunt: The Famous Hospitality of Dao'i

Cover Art
- 2022 Donato Giancola
- 2021 John Picacio
- 2020 Maurizio Manzieri
- 2019 Eldar Zakirov
- 2018 Eldar Zakirov
- 2017 Donato Giancola
- 2016 Maurizio Manzieri (Asimov's Oct/Nov 2015)
- 2015 Maurizio Manzieri (Asimov's Jun 2014)
- 2014 Kinuko Craft (Asimov's Sep 2013)
- 2013 Laura Diehl (Asimov's Dec 2012)
- 2012 Paul Youll (Asimov's Oct/Nov 2011)
- 2011 Michael Whelan (Asimov's Aug 2010) / Tomislav Tikulin (Asimov's Jul 2010)
- 2010 John Picacio (Asimov's Sep 2009)
- 2009 John Picacio (Asimov's Sep 2008) / Thomasz Maronski (Asimov's Mar 2008)
- 2008 Donato Giancola (Asimov's Jul 2007)
- 2007 J. K. Potter (Asimov's Mar 2006)
- 2006 Michael Whelan (Asimov's Jan 2005)
- 2005 Donato Giancola (Asimov's Aug 2004)
- 2004 Jim Burns
- 2003 Dominic Harman
- 2002 Michael Carroll
- 2001 Bob Eggleton
- 2000 Jim Burns
- 1999 John Foster
- 1998 Chris Moore
- 1997 Wojtek Siudmak
- 1996 Bob Eggleton
- 1995 Bob Eggleton
- 1994 Wojtek Siudmak
- 1993 Bob Eggleton
- 1992 Bob Eggleton / Gary Freeman
- 1991 Michael Whelan
- 1990 Keith Parkinson
- 1989 Hisaki Yasuda
- 1988 Bob Eggleton

Interior Artist
- 2003 Michael Carroll
- 2002 Darryl Elliot
- 2001 Darryl Elliott
- 2000 Darryl Elliott
- 1999 Alan Giana
- 1998 Darryl Elliott
- 1997 Darryl Elliott
- 1996 Ron Chironna
- 1995 Gary Freeman
- 1994 Steve Cavallo
- 1993 Gary Freeman
- 1992 Laura Lakey
- 1991 Janet Aulisio
- 1990 Janet Aulisio
- 1989 Laura Lakey
- 1988 J. K. Potter

Special Award
- 1988 Harlan Ellison: I, Robot: The Movie (Drehbuch)